# Bristol Bombay
Il Bristol Bombay era un bimotore ad ala alta prodotto dall'azienda britannica Bristol Aeroplane Company tra la fine degli anni trenta e l'inizio degli quaranta ed utilizzato nei ruoli di bombardiere medio ed aereo da trasporto dalla Royal Air Force durante la seconda guerra mondiale.

## Sviluppo
Il progetto del Bombay si deve alla specifica C.26/31 emanata dall'Air Ministry britannico che prevedeva la fornitura di un velivolo monoplano capace di trasportare un carico di bombe o 24 militari. L'azienda, che aveva avuto delle esperienze negative con i propri monoplani, un prototipo da competizione del 1922 ed il caccia Bagshot del 1929, per ovviare alle carenze tecnico-progettuali che afflissero i precedenti velivoli decise di realizzare un'ala dotata di almeno 7 longheroni in acciaio ad alta resistenza, una soluzione che aumentava di molto il peso a vuoto del velivolo.
Il prototipo denominato Type 130 venne portato in volo per la prima volta il 23 giugno 1935 ed essendo valutato idoneo alle specifiche richieste ne venne ordinato un lotto di 80 esemplari assegnandogli la denominazione ufficiale di Bombay. Dato che lo stabilimento di Filton era occupato dalla costruzione dei più urgenti Bristol Blenheim, la produzione venne spostata alla Short & Harland di Belfast, in Irlanda. Tuttavia, data la complessità tecnica di realizzazione dell'ala, la produzione non iniziò prima del 1939 con la conseguenza della riduzione dell'ordine originale a soli 50 esemplari.
Le eliche a passo variabile Hele-Shaw utilizzate nel Bombay e prodotte dalla Rotol fu il primo esempio di joint venture tra la Bristol e la Rolls-Royce, collaborazione che ebbe un ottimo successo commerciale e che portò alla fornitura di un gran numero di eliche utilizzate nei caccia di produzione britannica.

## Storia operativa
Benché il suo progetto integrasse soluzioni allora tecnologicamente avanzate, come la configurazione monoplana e la costruzione interamente metallica, il Bombay conservò nel progetto un oramai sorpassato carrello d'atterraggio fisso. Benché non ritenuto idoneo al teatro bellico europeo venne utilizzato nel 1940 per trasportare il Corpo di Spedizione Britannico in Francia. Nel giugno del 1940 il pilota francese Jean-Francois Demozay si appropriò di un Bombay abbandonato caricando 15 soldati e dirigendosi verso nord attraversò il canale della Manica posandosi in sicurezza sul suolo britannico. Successivamente divenne un asso nelle file della RAF.
Il Bombay, che venne utilizzato principalmente nel teatro bellico vicino-orientale sostituendo il pari ruolo Vickers Type 264 Valentia, aveva una capacità di 8 bombe da 250 lb (900 kg totali) agganciate ad alloggiamenti esterni e venne utilizzato anche per lanciare mine antiuomo da 20 lb (9 kg) che venivano armate e gettate a mano attraverso il portellone di carico. In questa veste effettuò diverse sortite in Abissinia, Somalia italiana, Iraq e Bengasi. Giudicato obsoleto come bombardiere per lo standard europeo, in quel teatro venne impiegato principalmente come aereo da trasporto, sia di soldati che di merci, e per evacuare i feriti. Un equipaggio venne accreditato di ben 6 000 militari feriti trasportati. Il 2 maggio 1941 fu impiegato un Bombay del No. 216 Squadron RAF per trasportare la Famiglia reale greca da Creta all'Egitto.
I Bombay, 5 esemplari in configurazione bombardiere, vennero utilizzati dalla neonata forza speciale SAS nella loro prima operazione ufficiale nel Vicino Oriente, un raid su 5 aeroporti tedeschi.
Il Lieutenant-General (Tenente Generale) William "Strafer" Gott, il più alto ufficiale britannico ucciso durante la guerra, trovò la morte quando il Bombay sul quale stava rientrando al Cairo dalla zona d'operazioni venne abbattuto, il 7 agosto 1942, dal Messerschmitt Bf 109G dell'asso tedesco Emil Clade nella parte nord-orientale del Deserto del Sahara. Gott stava per assumere il comando su ordine del generale Claude Auchinleck e come conseguenza della sua morte l'incarico venne assunto dal generale Bernard Law Montgomery.

## Versioni e varianti
- Type 130 - prototipo
- Type 130A Bombay Mk I - versione di serie da bombardamento e trasporto tattico successivamente denominata Type 130 Mark II.
- Type 137 - versione civile rimasta solo allo stadio progettuale.[2]
- Type 144 - variante dotata di carrello d'atterraggio retrattile proposta per la specifica B.4/34 (vinta dall'Handley Page Harrow) e rimasta allo stadio progettuale.[2]

## Utilizzatori
Australia
- Royal Australian Air Force
  - No. 1 Air Ambulance Unit RAAF

 Regno Unito
- Royal Air Force
  - No. 117 Squadron RAF
  - No. 216 Squadron RAF
  - No. 267 Squadron RAF
  - No. 271 Squadron RAF